# Jo Hahn Locher
Johanne (Jo) Hahn Jensen (født 24. juni 1876 i Slagelse; død 12. juli 1960 i Skagen) keramiker og maler. Jo var datter af en købmand i Slagelse, senere grosserer i København Johan Peter Christian Vilhelm J. og Victoria Hahn. Hun tog sin uddannelse på Tegne- og Kunstindustriskolen for Kvinder i København. Kom straks efter uddannelsen på porcelænsfabrikken Bing & Grøndahl, hvor hun hurtigt blev en del af staben under J.F. Willumsens ledelse op til Verdensudstillingen 1900. Hun virkede som porcelænsmaler og en højt værdsat medarbejder på fabrikken i en menneskealder. Gennem arbejdet traf hun Axel Locher, som hun blev gift med på Frederiksberg 29. juni 1901. 